# Draga Olteanu-Matei
Draga Olteanu Matei (n. 24 octombrie 1933, București, România – d. 18 noiembrie 2020, Iași, România) a fost o apreciată actriță de comedie, ce a jucat pe scena Teatrului Național București, în numeroase filme și la televiziune. Reprezentantă a generației de aur a teatrului românesc, Draga Olteanu Matei a avut un palmares foarte bogat. A jucat în 90 de filme, în peste 50 piese de teatru și 100 roluri în Televiziune.

## Biografie
Draga Olteanu s-a născut în anul 1933, în București, fiind fiică de ofițer.
A absolvit Institutul de Artă Teatrală și Cinematografică "I.L. Caragiale" în 1956 iar în luna septembrie a aceluiași an a debutat în piesa "Ziariștii" de Alexandru Mirodan. De-a lungul carierei sale a jucat în diferite piese de teatru: "Coana Chirița" după Alecsandri, pentru care a scris și un scenariu de film în două serii (Coana Chirița - 1986 și Chirița la Iași 1987), "Gaițele" de Kiritescu (1977), "Căruța cu paie" de Mircea Ștefănescu, "Hagi Tudose" de Barbu Ștefănescu Delavrancea, "Domnișoara Nastasia" de G.M. Zamfirescu, "Pisica în noaptea de Anul Nou" de D.R. Popescu, "Autorul e în sală" de Ion Băieșu etc. Pe scena Teatrului Național a mai jucat în "Azilul de noapte" de Maxim Gorki, în "Crima pentru pământ", o dramatizare după romanul cu același nume al lui Dinu Săraru.
A făcut o carieră plină de succes și în Televiziune unde a avut apariții memorabile în programele de varietăți și de Revelion. A făcut un cuplu memorabil cu regretatul Amza Pellea jucând-o pe Veta, soția lui Nea Marin, în numeroase show-uri TV și în filmul artistic "Nea Marin miliardar". 

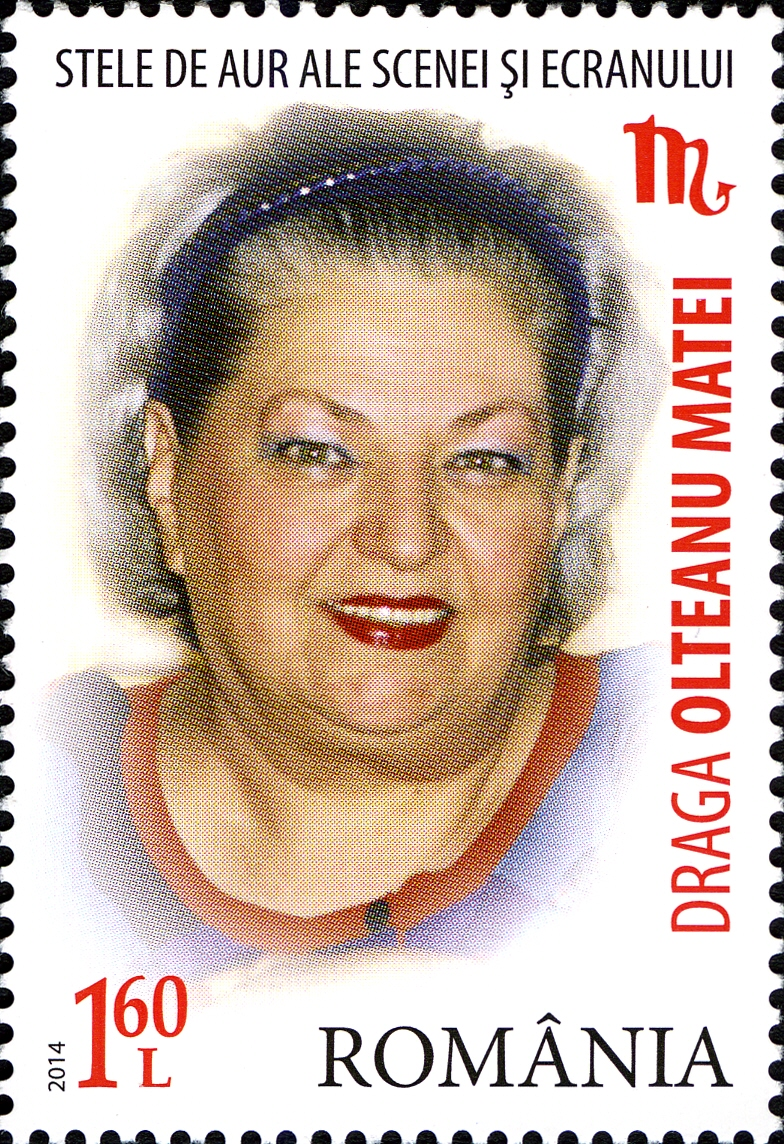

După pensionarea sa din Teatrul Național (2007) s-a retras la Piatra Neamț unde a înființat compania teatrală Teatrul Vostru.
Actrița Draga Olteanu Matei a fost decorată la 30 mai 2002 cu Ordinul național Steaua României în grad de Cavaler, alături de alți actori, „pentru prestigioasa cariera artistică și talentul deosebit prin care au dat viață personajelor interpretate în filme, dar și pe scenă, cu prilejul celebrării unui veac de film românesc”.
În data de 23 octombrie 2014, într-o ceremonie ce a avut loc la Castelul Peleș din Sinaia a primit din partea Casei Regale a României decorația Ordinul Coroana României în grad de Ofițer cu ocazia celei de-a 93-a aniversări a Regelui Mihai I al României, decorație înmânată de Principesa Moștenitoare Margareta a României. După eveniment a fost urmat un dineu care a avut loc în Sufrageria de Stat a Castelului Peleș. Printre personalitățile care au mai fost decorate s-au aflat Tamara Buciuceanu și Stelian Tănase, președintele-director general al Televiziunii Române, care au primit Ordinul Coroana României în grad de Ofițer, și interpretele de muzică populară Sofia Vicoveanca și Maria Ciobanu, cărora le-au fost înmânate însemnele Ordinului Coroana României în grad de Cavaler.
A decedat pe 18 noiembrie 2020, ca urmare a unei hemoragii digestive superioare, la Spitalul Clinic Județean de Urgență „Sfântul Spiridon” Iași, la vârsta de 87 de ani.
Draga Olteanu Matei își doarme somnul de veci în Cimitirul Eternitatea din Piatra Neamț, alături de soțul ei doctorul Ion Matei (1932-2014). "Și tot nu am înțeles, de ce?"...

## Roluri în teatru (selectiv)
- Adam și Eva
- Azilul de noapte (de Maxim Gorki)
- Autorul e în sală
- Avarul
- Așteptând la Arlechin
- Cadavrul viu
- Casa recomandată
- Comoara din deal
- Crimă pentru pământ
- Caleașca de aur
- Căruța cu paiațe
- Căsătoria
- Coana Chirița
- Domnișoara Nastasia
- Fetele Didinei
- Gaițele
- Hagi Tudose
- Înșir'te mărgărite
- Interviu
- Jocul de-a vacanța
- Minunile Sfântului Sisoe
- Mușcata din fereastră
- Omul care a văzut moartea
- Simfonia patetică
- Pisica în noaptea Anului Nou (de Dumitru Radu Popescu)
- Rețeta fericirii
- Ștafeta nevăzută
- Tartuffe
- Travesti
- Visul unei nopți de iarnă
- Valea Cucului

## Roluri în televiziune (selectiv)
- Articolul 214
- Baltagul
- Cadavrul viu (1975)
- Cuscrele (2005-06)- serial TV
- Don Quijote
- Gaițele (1993) - Aneta Duduleanu[10]
- Hagi Tudose (1985)
- Leacuri la durerea de cap
- Mara
- Minunile Sfântului Sisoe
- Piticul din grădina de vară
- Un nasture sau absolutul (1970)
- Cavalerul tristei figuri (1971)
- Comoara din deal

## Filmografie

### Actriță
- Telegrame (1960)
- Setea (1961)
- S-a furat o bombă (1962)
- Un surîs în plină vară (1964)
- Golgota (1966)
- Răscoala (1966)
- Haiducii (1966)
- Vremea zăpezilor (1966)
- Maiorul și moartea (1967)
- Corigența domnului profesor (1968)
- Răpirea fecioarelor (1968)
- Răzbunarea haiducilor (1968)
- Prieteni fără grai (1969)
- Facerea lumii (1971)
- Frații (1971)
- Astă seară dansăm în familie (1972)
- Bariera (1972)
- Explozia (1972)
- Frații Jderi (1974)
- Ștefan cel Mare - Vaslui 1475 (1975)
- Ilustrate cu flori de cîmp (1975)
- Filip cel bun (1975)
- Toamna bobocilor (1975)
- Patima (1975)
- Zile fierbinți (1975)
- Instanța amînă pronunțarea (1976)
- Ultima noapte a singurătății (1976)
- Bunicul și doi delincvenți minori (1976)
- Serenadă pentru etajul XII (1976)
- Iarna bobocilor (1977)
- Acțiunea „Autobuzul” (1978)
- Eu, tu, și... Ovidiu (1978)
- Pentru patrie (1978)
- Gustul și culoarea fericirii (1978)
- Din nou împreună (1978)
- Nea Mărin miliardar (1979)
- Un om în loden (1979)
- Dumbrava minunată (1980)
- Iancu Jianu zapciul (1981)
- Iancu Jianu haiducul (1981)
- Ana și „hoțul” (1981)
- Buletin de București (1983)
- Rămășagul (1985)
- Căsătorie cu repetiție (1985)
- Cucoana Chirița (1987)
- Chirița în Iași (1988)
- Dănilă Prepeleac (1996)
- Faimosul paparazzo (1999)
- Narcisa sălbatică (Serial TV) (2010-2011)
- Cuscrele (Serial TV) (2005)
- Ministerul comediei (1999)
- Miezul fierbinte al pîinii (1983)
- O lume fără cer (1981)
- Audiența (1979)
- Avaria (1978)
- Pistruiatul (1973)
- Zile de vară (1967)
- Cine va deschide ușa? (1967)
- Fantomele se grăbesc (1966)
- Merii sălbatici (1964)
- Liniște (1963)
- Lupeni '29 (1962)
- Blanca (1955)

### Scenaristă
- Patima (1975) - în colaborare cu George Cornea
- Dumbrava minunată (1980)
- Cucoana Chirița (1987)
- Chirița în Iași (1988)

### Asistentă de regie
- Cucoana Chirița (1987)
- Chirița în Iași (1988)

## Premii
- Premiul Gopo pentru Întreaga Carieră - 2010.
- Premiul de Excelență al Revistei VIP - 2005.
- Premiul UNITER pentru întreaga activitate - 2004.
- Premiul TVR și PTWB (Prime Time World Broadcast) pentru Cea mai iubită actriță - 2003.
- ACIN (pentru Ilustrate cu flori de cîmp și Filip cel bun) - 1975.